# Старица (город)
Ста́рица — город (с 1297) в Тверской области России.
Административный центр Старицкого района, в составе которого образует муниципальное образование город Старица со статусом городского поселения как единственный населённый пункт в его составе.

## География
Город расположен на восточной окраине Валдайской возвышенности, пристань на Волге, в 12 км от одноимённой железнодорожной станции, в 65 км к юго-западу от Твери.

## Этимология
До начала XVI века Старица обычно именовалась Городок или Городеск (но не Новый Городок или Городок на Волге, как утверждают некоторые авторы). Закрепившееся за городом впоследствии название «Старица» дано по его расположению на одноимённой реке.
Старица стала вотчиной, «удельной столицей» Ивана Грозного, который назвал её Любим-Городом. Все политические дела перешли в город Старицу, сюда приезжают иностранцы.

## История

### Хронология
- 1216 — возведение крепости Семёнов Городок на крутом мысу в месте впадения реки Холохольни в Волгу, во времена Мстислава Удалого, князя Новгородского, который пришёл сюда с дружиной и стал на Холохольне[8]. По этой реке проходила граница между Тверским княжеством и Новгородской республикой[9].
- 1297 — князем Михаилом Ярославовичем Тверским[10] «В лето 6805 (1297) срублен был город, на Волге, к Зубцову, на Старице»[11].

церк.-слав. В лѣто 6805. Срубленъ бысть городъ, на Волзѣ, ко Зүбцеву, на Старицѣ.
- 1363—1365[12], 1366—1367 — Тверской князь Михаил Александрович «нарядил городок новый на Волзе» (то есть перестроил Старицу и укрепил её). Названия Новый городок, Городок на Старице, Высокий городок встречаются в документах вплоть до конца XV века[13].
- 1367 — взятие московскии князем Дмитрием Донским старого города (установлено, что он находился на 4 км ниже от нового Старицкого кремля) по течению реки Волги, у впадения в неё речки Нижняя Старица[10]. В городке князь Дмитрий Иванович Донской поставил своего наместника вместе с князем Еремеем[14], но затем вынужден был город отдать князю Михаилу Александровичу[15].
- 1375 — Дмитрию Донскому удалось вновь овладеть городом[15] и вновь вернуть[16].
- 1391 — князь Михаил Александрович укрепляет крепость второй линией обороны — строятся мощный вал, глубокий ров и деревянная четырёхметровая стена из толстых брёвен с башнями. В кремле располагались: княжеский дворец (двор), дома бояр, дом воеводы, съезжая изба, острог, государственные житницы, белокаменный Архангельский собор, церковь св. Михаила, торговая площадь[16].
- 15 августа 1395 — Сильный пожар[16].
- 1398 — князь Михаил Александрович Тверской ставит каменную церковь Св. Архангела Михаила[16].
- 1403/1404 — возведение князем Иваном Михайловичем Тверским второй каменной церкви во имя св. Николая за «единое лето» по Никоновской летописи. Старица была «собственной резиденцией Ивана Михайловича»[17].
- 1435 — в литовском походе убит последний князь Нового городка Ярослав Александрович Старицкий[9].
- 1485 — Старица стала центром уезда Московского государства[18].
- 1558-1561 — возведение Собора Бориса и Глеба, «самой грандиозной постройки Кремля», «сокровищницы русского зодчества» ➤.
- 1609 — сожжение города и крепости польско-литовскими отрядами — приверженцами Лжедмитрия II[19]. Поляки увезли значительную часть царских дарственных грамот, актов и другого документального материала[20].
- 1617 — возвращение Старицы по Столбовскому договору.
- 1635 — в город приезжают купцы из Литвы, Смоленска, Белой и Осташкова, а в городе «гостиного двора нет…» (Воевода Степан Унковский)[21] по причине пожара и разорения.
- 18 декабря 1708 — Старица приписана к Смоленской губернии при установлении в России восьми губерний[19].
- 29 мая 1719 — включение Старицы в Тверскую провинцию Петербургской губернии[19].
- 29 апреля 1727 — Старица вошла в новообразованную Новгородскую губернию[19].
- 25 ноября 1775 — Старица наименована уездным городом Тверского наместничества[19].
- 3 декабря 1796 — уездный город Тверской губернии[19].

### Подписание документов
- 1311 — вероятно, в Старице, заключение мира между тверским князем Михаилом Ярославовичем и новгородским владыкой Давидом. По этому документу Михаил получал 1500 гривен серебра от Новгорода и «ворота отворил» — пропустил обозы, шедшие в Новгород[12].
- 1449 — литовско-тверское соглашение между Борисом Тверским и Казимиром Польско-Литовским[22].
- 1483 — литовско-тверское соглашение между тверским великим князем Михаилом Борисовичем и Казимиром IV, королём Польши и великим князем Литвы[22].
- 1498 — литовско-тверское соглашение (соглашения 1449, 1483 и 1498 года в литературе освещены слабо)[23].

### Визиты
- 1546 — семь лет Иван Грозный руководил страной из верхневолжской провинции[24].
- 18 августа — 14 сентября 1581 — в ходе Ливонской войны со Стефаном Баторием в Старицу по приглашению Ивана Грозного на переговоры о мире пребывает посол папы римского Григория XIII иезуит Антонио Поссевино, которому оказываются всяческие почести[7]. От Старицы до села Каледина собирается большая рать — до 300 тысяч русских воинов: стрелецкие полки, оснащенные большим количеством скорострельных пушек[25].
- 1602 — посетил Старицу Герцог Ганс Шлезвиг-Голштинский и в книге, в частности отмечал, «город, называемый Старица это… три-четыре города в одном», а также «Большая просторная крепость. Дома — … бревенчатые избёнки…»[26].
- 1767 — визит Екатериной Второй[24].
- 20—21 августа 1824 — посещение Старицы Александром I. Ночевал Император в доме Д. Ф. Филиппова, что подтверждает журнал «Тверская старина». Маршрут был через Ржев и Зубцов (не через Торжок и Холохольню), через сёла Коледино и Степурино Зубцовского уезда по Степуринскому тракту. После Старицы поехал в Тверь[27].
- 1829 — Александр Сергеевич Пушкин посещал Старицу, на балу исправника В. И. Вельяшева в 1829 году на Крещение[28].

### Средние века
Основан в 1297 году тверским князем Михаилом Ярославичем как крепость (Старицкий кремль) на реке Старице.
Существует предание, что на месте города Старицы находился город Любим, который был до основания разорён татарами в 1292 году. При заложении города Старицы на том месте жила одна старуха, укрывшаяся в одной из пещер, от которой город и получил своё название. Предание не противоречит ходу исторических событий, но отсутствуют документальные упоминания о городе Любим.
В 1319 году по духовной грамоте Михаила Ярославича (убитого в 1318 году в Орде по приказу хана Узбека) территория Тверского княжества была поделена между четырьмя его сыновьями, причём Старица (вместе с Зубцовом, Холмом и Микулином) вошла в состав Зубцовского княжества — удела второго из братьев, Александра Михайловича. После казни в Орде в 1339 году Александра Михайловича его отчина — Зубцовское княжество — осталась в руках его вдовы Анастасии и сыновей. Позднее сыновья разделили между собой бывший удел отца, и такой раздел был закреплён заключённым в 1360 году мирным соглашением Александровичей с занимавшим тогда тверской великокняжеский стол Василием Михайловичем Кашинским; при этом Старица вошла в удел старшего из братьев — Всеволода Александровича, центром владений которого был Холм.
Всеволод Александрович умер от чумы 8 января 1366 года, после чего его Холмско-Старицкий удел был разделён между его сыновьями. Старший, Юрий Всеволодович, при этом получил Холм, а центром владений младшего, Ивана Всеволодовича, стала Старица.
В 1375 году Старица в ходе московско-тверской войны была на некоторое время взята войсками московского князя Дмитрия Ивановича. Конфликтуя с дядей, тверским великим князем Михаилом Александровичем, Иван Всеволодович в 1397 году сложил крестное целование тверскому князю и отъехал в Москву, но после смерти Михаила Александровича (1399 г.) помирился с новым тверским великим князем Иваном Михайловичем и вернулся в свой удел.
В 1402 году Иван Всеволодович умер, передав по завещанию свои владения двоюродному племяннику Александру, сыну нового тверского великого князя Ивана Михайловича. На монетах, которые чеканил Александр Иванович, имеется — наряду с именем князя — легенда «денга городѣск[ая]», указывающая на место чеканки: Городеск (то есть Старицу). В 1425 году к Александру переходит и тверской стол, в результате чего Старицкое удельное княжество прекращает своё существование, сливаясь с великокняжескими владениями.
В 1485 году в составе Тверского великого княжества Старица была присоединена к Великому княжеству Московскому. В 1505—1566 годах она являлась центром удельного Старицкого княжества — одного из последних удельных княжеств в составе Московской Руси.
В 1565 году, когда царь Иван Васильевич разделил Русское государство на опричнину и земщину, город вошёл в состав последней. В 1566 году Иван IV Грозный переменил старицкому князю Владимиру Андреевичу удел: вместо Старицы и Вереи дал Дмитров и Звенигород, а Старицу забрал в опричнину.
Иван IV, любивший город, обнёс его каменной стеной и неоднократно жил в нём в 1579—1581 годах во время войны со Стефаном Баторием.

### Новое и новейшее время
С 1708 года Старица — город Смоленской губернии. С 1719 года она находилась в составе Тверской провинции (первоначально входившей в Санкт-Петербургскую, а с 1727 г. — в Новгородскую губернию). С 1775 года Старица — уездный город Тверского наместничества (с 1796 г. — Тверская губерния).
В XVIII—XIX веках Старица — крупная пристань на водном пути в Санкт-Петербург. В окрестностях города велась добыча известняка («старицкий мрамор»).
В 1897 году в Старице насчитывалось 5396 жителей; имелось 10 церквей, 21 фабрика и завод (крупнейший из заводов — кожевенный), 124 торговых предприятия.
Советская власть в Старице была установлена 30 ноября (13 декабря) 1917 года.
В ходе Великой Отечественной войны Старица 12 октября 1941 года была оккупирована немецко-фашистскими войсками. 1 января 1942 года освобождена войсками Калининского фронта в ходе Калининской наступательной операции.
В 1963 году открыт арочный Старицкий мост через Волгу.

## Климат
Климат Старицы умеренно континентальный.
| Показатель                   | Янв. | Фев. | Март | Апр. | Май  | Июнь | Июль | Авг. | Сен. | Окт. | Нояб. | Дек. | Год |
| ---------------------------- | ---- | ---- | ---- | ---- | ---- | ---- | ---- | ---- | ---- | ---- | ----- | ---- | --- |
| Средняя температура, °C      | −7,2 | −7,7 | −2   | 5,5  | 11,9 | 15,6 | 17,8 | 15,8 | 10,3 | 4,9  | −1,7  | −5,9 | 4,8 |
| Норма осадков, мм            | 40   | 32   | 31   | 33   | 62   | 81   | 91   | 82   | 68   | 62   | 48    | 44   | 674 |
| Источник: ФГБУ "ВНИИГМИ-МЦД" |      |      |      |      |      |      |      |      |      |      |       |      |     |

| Показатель                    | Янв.  | Фев.  | Март  | Апр.  | Май  | Июнь | Июль | Авг. | Сен. | Окт.  | Нояб. | Дек.  | Год   |
| ----------------------------- | ----- | ----- | ----- | ----- | ---- | ---- | ---- | ---- | ---- | ----- | ----- | ----- | ----- |
| Абсолютный максимум, °C       | 8,4   | 8,3   | 16,9  | 26    | 30,1 | 32,6 | 36,6 | 37,1 | 30   | 24,4  | 13,2  | 9,2   | 37,1  |
| Средний суточный максимум, °C | −5,6  | −4,5  | 1,3   | 10,1  | 17,4 | 20,9 | 23   | 21   | 15   | 8,1   | 0,7   | −3,6  | 8,8   |
| Средняя температура, °C       | −8,6  | −8,3  | −2,8  | 5,1   | 11,8 | 15,6 | 17,6 | 15,6 | 10,2 | 4,7   | −1,7  | −6,2  | 4,4   |
| Средний суточный минимум, °C  | −11,9 | −12,3 | −6,8  | 0,6   | 6,3  | 10,2 | 12,4 | 10,8 | 6,1  | 1,7   | −4    | −9,1  | 0,5   |
| Абсолютный минимум, °C        | −40,5 | −38,4 | −35,7 | −22,6 | −5,2 | −0,4 | 3,7  | −0,6 | −6,4 | −16,3 | −27,4 | −45,4 | −45,4 |
| Норма осадков, мм             | 35    | 31    | 30    | 35    | 62   | 77   | 89   | 85   | 64   | 56    | 48    | 45    | 657   |
| Источник: Climatebase.ru      |       |       |       |       |      |      |      |      |      |       |       |       |       |

## Население
| 1825  | 1833  | 1840  | 1847  | 1856  | 1859  | 1863  | 1867  | 1870  | 1885  | 1897  | 1910  | 1913  | 1917  | 1920  |
| ----- | ----- | ----- | ----- | ----- | ----- | ----- | ----- | ----- | ----- | ----- | ----- | ----- | ----- | ----- |
| 2593  | ↘2442 | ↗3082 | ↗3325 | ↗3444 | ↗4750 | ↗5060 | ↗5075 | ↗5600 | ↘4709 | ↗6368 | ↗6554 | ↗6700 | ↘4492 | ↘4014 |
| 1923  | 1926  | 1931  | 1939  | 1959  | 1970  | 1979  | 1989  | 1992  | 1996  | 1998  | 2000  | 2001  | 2002  | 2003  |
| ↗4300 | ↘3400 | ↘2700 | ↗4500 | ↗4905 | ↗6244 | ↗7518 | ↗9120 | ↗9200 | ↗9500 | ↗9800 | ↘9700 | ↘9600 | ↘9125 | ↘9100 |
| 2005  | 2006  | 2007  | 2008  | 2009  | 2010  | 2011  | 2012  | 2013  | 2014  | 2015  | 2016  | 2017  | 2018  | 2019  |
| ↗9200 | →9200 | →9200 | →9200 | ↘9138 | ↘8607 | ↘8600 | ↘8506 | ↘8367 | ↘8265 | ↘8116 | ↘8011 | ↘7872 | ↘7676 | ↘7515 |
| 2020  | 2021  |       |       |       |       |       |       |       |       |       |       |       |       |       |
| ↘7367 | ↘6938 |       |       |       |       |       |       |       |       |       |       |       |       |       |

На 1 января 2025 года по численности населения город находился на 1024-м месте из 1124 городов Российской Федерации.
Национальный состав
По итогам переписи населения 2020 года проживали следующие национальности (национальности менее 0,1 % и другое, см. в сноске к строке «Другие»):
| Национальность | Численность, чел. | Доля     |
| -------------- | ----------------- | -------- |
| Русские        | 5394              | 77,75 %  |
| Украинцы       | 47                | 0,68 %   |
| Чеченцы        | 37                | 0,53 %   |
| Цыгане         | 20                | 0,29 %   |
| Армяне         | 13                | 0,19 %   |
| Белорусы       | 12                | 0,17 %   |
| Татары         | 10                | 0,14 %   |
| Другие         | 1405              | 20,25 %  |
| Итого          | 6938              | 100,00 % |

## Экономика

### Промышленность
Наиболее крупные промышленные предприятия:
- ООО «Техмаш»
- ОАО НПО «Родина» — крупнейший работодатель города (более 500 рабочих мест). Созданный при СССР в 1968 Старицкий механический завод серийно производит электрогидравлические силовые приводы, непосредственно управляющие аэродинамическими рулями воздушного судна, а также электронные блоки управления и встроенного контроля. Продукция его применяется практически на всех отечественных самолетах.
- ОАО «Старицкая швейная фабрика» (обанкрочена)
- ГУП «Старицкий районный лесхоз» (обанкрочен)

В старицкой типографии печатались журнал «Жало» и газета «Тверское Поволжье».

### Связь
Услуги фиксированной связи предоставляют: группа компаний «Sky@Net», тверской филиал «Ростелеком», «Евразия Телеком Ру».
Услуги мобильной телефонной связи предоставляют сотовые операторы: «Yota», «МТС», «Билайн», «МегаФон» и «Tele2».

### Издания
- Районная газета «Старицкий вестник» (основан как «Плуг и молот» Органом Старицкого уисполкома и укома РКП(б) в 1918 году, затем было много названий, например, «Старицкий льновод» и др.)

## Достопримечательности
- Комплекс Свято-Успенского монастыря (основан в XII в.). Включает в себя:[77]
  - Собор Успения Пресвятой Богородицы (1530)
  - Троицкий собор (1819)
  - Введенская церковь (1570)
  - Храм Иоанна Богослова (1594)
  - Две часовни, монашеские кельи и другие строения.
- Церковь Параскевы Пятницы (1750)[77].
- Борисоглебский собор (1808—1820)[77].
- Спасская церковь-колокольня (относится к Борисоглебскому собору, 1827)[77].
- Церковь Илии Пророка (1807)[77].
- Никольская церковь (известна также как церковь Преображения Господня, 1843)[77].
- Белокаменные кузницы (1792).
- Дом купца Филиппова.
- Известняковые пещеры.
- Дом Шабунина.
- Воскресенский храм.
- Спасский храм.
- Вознесенская церковь[77].

В Старицком районе находятся бывшие усадьбы: Павловское, Малинники, Берново (здесь в бывшем усадебном доме Вульфов находится музей А. С. Пушкина). Сам же город входит в маршрут Пушкинское кольцо Верхневолжья.
В городе Старица проходили съёмки многих сцен фильма Ролана Быкова «Чучело» (1983). Здесь снимали внешний вид дома Бессольцевых и развалины старой церкви в парке, в сенях которой сжигали чучело.

### Кремль
Старицкий кремль имел сходство с Московским Кремлём — те же очертания, одинаковые устройства стен и башен.
При Иване Грозном помимо всего прочего в крепостном валу установлены батареи из «полуторных тюфяков» — по тому времени весьма мощных орудий. Обороне служил и «тайнишный ход» у подножия «Тайнишной башни» и вел к Верхней Старице. Свод укреплён белым камнем. Остатки подземного хода обнаружены в 1914 году.
На территории кремля были известны улицы: Дворянская, Торговая, Никольская, на которых располагались дворы воеводский, поповский, 4 осадных, 21 стрелецкий, 8 посадских, 40 мест дворовых и 14 пустых. Торг переместился на посад, под крепостные стены, так называемый «подол». Горожане переселялись из крепости на «подол» и посад, вдоль трактов на Ржев, Тверь и Волоколамск.
В качестве материала использовали большемерный кирпич, а белый камень — лишь в деталях убранства.

#### Собор Бориса и Глеба
Борисоглебский собор (первый) был возведён в кремле в середине XVI века, в 1558—1561 гг. Это один из немногих памятников шатрового зодчества. Строился по инициативе и на средства князя Владимира Андреевича Старицкого (согласно храмозданной надписи), двоюродного брата Ивана Васильевича Грозного. Имел пять стройных шатров с куполами (группа из пяти шатровых восьмигранных башен — единственный случай в каменном зодчестве древней Руси) на высоком подклете, окружённая двухъярусной галереей. Собор украшался с белокаменной резьбой со вставками в стены цветных изразцов. В пожаре 1637 года сгорела крыша Собора. К 1805 году из-за ветхости собор был окончательно разобран.
В 1820 году соорудили новый Собор на посаде. Остались от старого только две керамические плиты с изразцами. Поскольку патриарх Московский Никон запретил постройку шатровых храмов, старый собор разобрали (но здесь вероятно речь шла о Архангельском храме).

## Герб
Герб города является гласным: на нем изображена старица (пожилая женщина) в зеленом одеянии, опирающаяся на черную клюку. Герб с таким изображением разработан в XVIII веке Францем Санти, который при составлении городских геральдических символов зачастую опирался только на название города, не вдаваясь в его этимологию, о которой не имел сведений. Поэтому на гербе Старицы он изобразил старую женщину, хотя название города, вероятно, связано со старицей в значении «старое русло реки». Подобным образом был составлен герб города Великие Луки, на котором Санти изобразил три больших лука, хотя название города не связано с оружием, а происходит от слова «луки» в значении «излучины» или «луга».
Существует топонимическая легенда, связывающая главное изображение герба с именем города. Согласно ей, город назван в память старой женщины, которая на момент основания города осталась единственной жительницей этих мест после их разорения татарами. Возможно, легенда появилась уже после составления герба.

## Дислокация
- Оренбургский драгунский (уланский) полк
- Ямбургский драгунский полк — создали из 2-го и 5-го эскадрона Оренбургский драгунского полка и из рекрутов Старицкой земли[28].
- Пятый запасной сапёрный батальон — сыграл заметную роль в революционных событиях в 1914-1918 гг. в Старице.

## Выдающиеся уроженцы
- Павел Владимирович Клушанцев (1910—1999) — советский кинооператор, кинорежиссёр, сценарист, писатель. Заслуженный деятель искусств РСФСР (1970). Один из родоначальников жанра научной фантастики в мировом кинематографе, чьи фильмы оказали сильное влияние творчество режиссёров других стран.

### Летописи
- Полное собрание русских летописей / Под ред. А. Ф. Бычкова. — СПб: Тип. Леонида Демиса, 1863. — Т. 15. Летописный сборник, именуемый Тверской летописью.

### Книги
- Коллектив авторов. Города Тверской области // Города Тверской области: историко- архитектурные очерки (IX — начало XX века) / Редактор-составитель и предисловие: Смирнов Георгий Константинович. — Москва, Санкт-Петербург: Дмитрий Буланин, 2000. — Т. Выпуск 1.. — 355 с. — ISBN 5-86007-190-6.
- Кучкин В. А. Формирование государственной территории Северо-Восточной Руси в X—XIV вв. — М.: Наука, 1984. — 349 с.
- Цветков Д. А. Старица и окрестности. — М.: Московский рабочий, 1977. — 168 с.
- Цветков Д. А. Старица и окрестности. — Изд. 2-е, перераб. и доп. — Калинин: Московский рабочий. Калинин. отд-ние, 1986. — 144 с.
- Писцовые и переписные книги Старицы XVII века / сост. А. В. Матисон. — М.: Старая Басманная, 2016. — 196 с.
- Смирнов Д. И., Петров Д. П., Шитков А. В. Летопись древнего города. — Тверь: Тверское областное книжно-журнальное издательство, 1996. — 79 с. — (Старица: путь длиною в семь веков). — ISBN 5-85457-065-3.
- Старица и её достопримечательности / Составитель И. П. Крылов. — 2-е. — Старица: Типография И. П. Крылова, 1914.
- Тверская деревня: Старицкий район: энциклопедия российских деревень / Гл. ред. Журавлев С. Ю.. — Тверь: Старицкая типография, 2007. — 332 с. — ISBN 978-5-91229-007-7.
- Шитков А. В. Белый камень Старицы: история и современность / Гл. ред. Журавлев С. Ю.. — Старица: Голубева М. А., 2020. — 194 с.

### Статьи
- Горевой Г. С. Полки русской армии в Старице и Старицком уезде в XIX в. // «Я в губернии Тверской...»": Научно-практическая конференция, посвященная 200-летию со дня рождения А. С. Пушкина: Доклады и сообщения, г. Старица, 24 мая 1999 г.. — Тверь: Тверское областное книжно-журнальное издательство, 1999. — С. 28—36.
- Салимов А. М., Данилов В. В. Михаило-Архангельский собор Старицы по материалам последних исследований // ИА РАН Археология и история Пскова и Псковской земли : Материалы 59-го заседания (9-11 апреля 2013 г.)  / Отв. ред.: Н.В. Лопатин. — Санкт-Петербург, Москва, Псков: Нестор-История, 2014. — Вып. 29. — С. 274—288. — ISBN 978-5-4469-0292-7. — ISSN 2304-0076.
- Хотулев В. В. Старицкий визит больного императора // Старицкий клуб «Краевед», Старицкий краеведческий музей, Старицкий районный Совет Ветеранов Записки старицких краеведов : Сборник  / Редколлегия: Мудрова Ольга Васильевна и др.. — Старица: Старицкая типография, 2011. — С. 59—65.

- Шитков А. В. Москва — Старица: параллели и перекрестки XVI века // Старица: путь длиною в семь веков, 1297—1997 гг.: Научно- практическая конференция, посвященная 700-летию г. Старицы: Доклады и сообщения  / Гл. ред. Смирнова Н. П.. — Тверь: Тверское областное книжно- журнальное издательство, 1997. — С. 14—20.